# 杉浦花菜
杉浦 花菜（すぎうら はな、2000年2月3日 - ）は、日本の元子役である。
愛知県出身。太田プロダクション所属。

## 人物
2008年に巣山プロダクションから太田プロダクションに移籍。

## 出演

### 映画
- 長い散歩（2006年） - 横山幸 役

### テレビドラマ
- ドラマ30 スウとのんのん（2005年2月 - 4月、CBC・TBS） - のぞみのクラスメイト 役
- 中学生日記 父のフォークロア（2006年、NHK名古屋） - ゆかり（幼少） 役
- ドラマ30 熱血ニセ家族（2007年、CBC・TBS） - 渋谷パル子 役

### その他のテレビ番組
- あいちっ子（東海テレビ）
- 生活救急車TVショッピング（ナレーションのみ）

### CM
- 山崎製パン ダブルソフト（2006年）
- 南知多ビーチランド おもちゃ王国
- 名古屋市子育て推進
- サカイ創建 オンテック
- 鈴鹿サーキット（ナレーション）
- ナカモ つけてみそかけてみそ（2008年）

2025年に「つけてみそかけてみそ」のCMが当時の子役（尾本侑樹奈、杉浦花菜）で制作され、杉浦は引退し一般人であったが、出演している。
- アシスト（2008年）
- マックスバリュ（2008年）
- ミニストップ ハロハロ杏仁ライチ（2009年）

### 舞台
- 北大路欣也公演『佐渡島他吉の生涯』（2005年、御園座） - 初枝 役
- 中村美律子公演『おゆき』（2006年） - のぶ 役
- 松平健公演『弁慶』（2006年） - あこめ 役

### プロモーションビデオ
- 乙三『火曜日』（2006年、avex entertainment）
- 乙三『空と君のあいだに』（2009年、avex entertainment）

### ビデオパッケージ
- 愛知県警察